# Stigmatomma falcatum
Stigmatomma falcatum is een mierensoort uit de onderfamilie van de Amblyoponinae. De wetenschappelijke naam van de soort is voor het eerst geldig gepubliceerd in 1991 door Lattke.